# ایکیزیاک
ایکیزیاک (به لاتین: Ikizyak) یک منطقهٔ مسکونی در قرقیزستان است که در استان اوش واقع شده‌است. ایکیزیاک ۳٬۱۹۱ متر بالاتر از سطح دریا واقع شده‌است.